# Slåttestjärnen (Lycksele socken, Lappland, 716472-164894)
Slåttestjärnen är en sjö i Lycksele kommun i Lappland och ingår i Umeälvens huvudavrinningsområde. Sjön har en area på 0,0468 kvadratkilometer och ligger 242,9 meter över havet.

## Delavrinningsområde
Slåttestjärnen ingår i det delavrinningsområde (716423-165013) som SMHI kallar för Mynnar i Övre Arvträsket. Medelhöjden är 254 meter över havet och ytan är 13,69 kvadratkilometer. Räknas de 3 avrinningsområdena uppströms in blir den ackumulerade arean 20,56 kvadratkilometer. Vattendraget som avvattnar avrinningsområdet har biflödesordning 4, vilket innebär att vattnet flödar genom totalt 4 vattendrag innan det når havet efter 146 kilometer. Avrinningsområdet består mestadels av skog (98 procent). Avrinningsområdet har 0,25 kvadratkilometer vattenytor vilket ger det en sjöprocent på 1,8 procent.